# J.A.K.Q. Dengekitai
J.A.K.Q. Dengekitai (ジャッカー電撃隊, Jakkā Dengekitai, vertaald als J.A.K.Q. Blitzkrieg Squad) was de tweede Sentai-serie geproduceerd door Toei. Echter net als bij Goranger duurde het tot 1994 voordat deze serie officieel als Super Sentai-serie werd erkend. J.A.K.Q was een stuk minder populair dan Goranger en duurde slechts 35 afleveringen.
In tegenstelling tot de meeste andere Sentai-series bestond het J.A.K.Q.-team bij aanvang van de serie maar uit vier leden. Een vijfde teamlid werd in aflevering 23 geïntroduceerd.
De afkorting J.A.K.Q. staat voor Jack, Ace, King, Queen.

## Serie inhoud
Om “Crime”, een globale criminele organisatie, te stoppen kiest ISSIS-commandant Kujirai vier mensen uit om een speciale operatie te ondergaan die hen zal veranderen in supermensen. Elk van hen wordt in een capsule blootgesteld aan een ander soort energie. Deze energie verandert hen in cyborgs met speciale vechtpakken en wapens.

## Karakters

### de J.A.K.Q
De J.A.K.Q werken allemaal voor de organisatie ISSIS (International Science Special Investigation Squad).
- Gorou Sakurai (桜井五郎, Sakurai Gorō) / Spade Ace (スペードエース, Supēdo Ēsu) (Rood)
  - energie: atoom energie 
 Hij is olympisch kampioen in de pentatlon. Eerst wijst hij het aanbod om de leider van JAKQ te worden af, maar bedenkt zich wanneer Karen zijn leven red. Tegen het einde van de serie ontwikkeld hij een relatie me tKaren. Zijn bionische versterkingen stellen hem in staat atoomenergie te manipuleren. Hiermee kan hij onder andere door muren kijken en bewegen op supersnelheid.

- Ryuu Higashi (東竜, Higashi Ryū) / Dia Jack (ダイヤジャック, Daiya Jakku) (blauw)
  - engergie: elektrisch 
 een voormalig junior kampioen boksen. Hij raakte betrokken bij een moordzaak en Las Vegas, waarbij een gevechtspromoter hem een moord in de schoenen schoof. Bij zijn terugkeer in Japan wordt hij op het vliegveld gearresteerd, maar krijgt aangeboden bij het JAKQ team te komen. Hij kan elektrische energie manipuleren. Higashi is een sterk individueel, en niet echt gewend aan teams.

- Bunta Daichi (大地文太, Daichi Bunta) / Clover King (クローバーキング, Kurōbā Kingu) (groen)
  - energie: zwaartekracht 
 een oceanograaf. Eigenlijk kwam hij om tijdens een ongeluk met een onderzeeër, maar hij werd weer tot leven gebracht als cyborg. Zijn bionische implantaten maken dat hij zijn eigen zwaartekracht kan beheersen. Hierdoor kan hij zijn lichaamsgewicht en dichtheid doen toenemen en zichzelf bovenmenselijke kracht geven.

- Karen Mizuki (カレン水木, Karen Mizuki) / Heart Queen (ハートクイン, Hāto Kuin) (roze)
  - energie: magnetisme 
 oorspronkelijk een detective. Ze verloor haar rechterarm tijdens een ongeluk waarbij de taxi met haar en haar vader door een truck werd geramd. Dit “ongeluk” was opzettelijk veroorzaakt door Crime. Ze voegde zich bij JAKQ om haar vader te wreken. Ze werd omgebouwd tot cyborg, met mechanische armen. Ze kan met haar magnetische kracht metalen voorwerpen aantrekken en afstoten, en gebruikt deze gave geregeld om kogels te stoppen.

- Soukichi Banba (番場壮吉, Banba Sōkichi) / Big One (ビッグワン, Biggu Wan) (wit)
  - energie : alle vier (atoom, elektrisch, zwaartekracht en magnetisme)
Een ISSIS officier die het toezicht over J.A.K.Q. in Tokyo overnam van Joker. Hij is een meester in vermommen. Verder wordt hij gezien als de “ultieme cyborg” omdat hij alle vier de energievormen van de overige J.A.K.Q. leden bezit. Zijn bijnaam is dan ook “Shiroi Chojin” (de witte superman). Hij kan vliegen en bezit bovenmenselijke kracht en snelheid.

### ISSIS
ISSIS (International Science Special Investigation Squad [Kokusai Kagaku Tokusou Tai]) is een organisatie gecreëerd door Interpol voor het bevechten van Crime. Het hoofdgebouw zit in New York. De Tokio tak van ISSIS is de thuisbasis van de J.A.K.Q..
ISSIS’ Tokio hoofdkwartier zit in een wolkenkrabber in het hart van Shinjuku. ISSIS heeft hier naast het J.A.K.Q. team ook een eigen leger.
- Joker: zijn echte naam is Kujirai. Hij is de leider van ISSIS en de oprichter van het cyborg team J.A.K.Q. Halverwege de serie wordt hij overgeplaatst naar een andere ISSIS afdeling en vervangen door Soukichi Banba.

- Himitsu Sentai Goranger: werken samen met het JAKQ team in de special "Goranger VS J.A.K.Q".

### Crime
Criminal Organization Crime (犯罪組織クライム, Hanzai Soshiki Kuraimu) is een internationale misdaad organisatie. Hun hoofdkwartier is het Crime Fortress Island. Met een netwerk van rijke agenten en een leger van cyborgs hopen ze de grootste maffia. organisatie in de wereld te worden.
- Shine (シャイン, Shain):: een alien van de Shine ster en de echte leider van Crime (lange tijd wordt aangenomen dat Iron Claw de leider is). Hij wil via Crime de Aarde overnemen. Hij werd van de aarde verdreven door J.A.K.Q en Iron Claw.

- Boss Iron Claw (首領アイアンクロー, Shuryō Aian Kurō): een van de Crime generaals, hoewel lange tijd gedacht wordt dat hij de leider is. Hij is een vreemd geklede maffioso “God Father”. Verder is er niets over hem bekend. Kan veranderen in de sterkere Warrior Iron Claw. Hij was een rivaal van Big One. Hij werd schijnbaar verslagen aan het einde van de serie, maar keerde weer terug in JAKQ vs. Goranger. In deze special werd hij voorgoed verslagen.

- Crime Big Four (クライム四天王, Kuraimu Shiten'ō): vier meedogenloze huursoldaten. Hoewel ze officieel niet bij Crime horen, werkten ze wel samen met Iron Claw.
  - Baron Iron Mask (鉄面男爵, Tetsu Men Danshaku)
  - General Sahara (サハラ将軍, Sahara Shōgun)
  - Captain UFO (UFO船長, Yūfo Senchō)
  - Hell Boxer (地獄挙師, Jigoku Kenshi)

- CRIME Monsters: de monsters van Crime.

- Crimers: de soldaten van Crime.

## Crossover
J.A.K.Q. was de eerste Sentai serie waarin een crossover met de vorige serie plaatsvond. Deze crossover werd tevens gebruikt om de J.A.K.Q. serie te beëindigen.

## Trivia
- J.A.K.Q is gebaseerd op de symbolen van speelkaarten: harten, ruiten, schoppen en klaver. De namen van de vier hoofdleden betekenen dan ook "Schoppen Aas", Ruiten Boer", "Klaver Koning" en "Harten Dame".
- J.A.K.Q staat voor Jack, Ace, King, Queen. In het Nederlands: boer, aas, heer, vrouw, de hoogste vier kaarten van een kaartspel.
- Dat de serie minder succesvol was dan zijn voorganger was vooral te danken aan de, in vergelijking met andere Sentai series, donkere verhaallijn. Goranger bevatte veel humor.
- In een poging om de serie dichter bij het succes van Goranger te brengen werd in aflevering 23 Big One geïntroduceerd.
- Dit is de laatste Sentai serie gedaan door Shotaro Ishinomori

## Afleveringen
1. 4 Cards!! The Trump is J.A.K.Q. (4カード!! 切り札はJAKQ Fō Kādo!! Kirifuda wa Jakkā)
2. 2 Ten-Jacks!! Destroy the Secret Factory (2テンジャック!! 秘密工場を破壊せよ  Tsū Tenjakku!! Himitsu Kōjō o Hakai Seyo)
3. 5 Flashes!! Roar, Panther (5フラッシュ!! ほえろパンサー Faibu Furasshu!! Hoero Pansā)
4. 1 Joker!! The Perfect Crime's Assassin (1ジョーカー!! 完全犯罪の刺客 Wan Jōkā!! Kanzen Hanzai no Shikaku)
5. 3 Snaps!! The Ballade of Betrayal (3スナップ!! 裏切りのバラード Surī Sunappu!! Uragiri no Barādo)
6. 9 Pokers!! The Beauty's Trap (9ポーカー!! 美女の罠 Nain Pōkā!! Bijo no Wana)
7. 8 Supercars!! Super-Speed, 350 km/h (8スーパーカー!! 超速350キロ Eito Sūpākā!! Chōsoku Sanbyaku Gojū Kiro)
8. 6 Targets!! Exploding Flowers (6ターゲット!! 爆発する花 Shikkusu Tāgetto!! Bakuhatsu Suru Hana)
9. 7 Straights!! The Deadly Fist of Hell (7ストレート!! 地獄の必殺拳 Sebun Sutorēto!! Jigoku no Hissatsu Ken)
10. 11 Collections!! Invitation to Happiness (11コレクション!! 幸福への招待 Erebun Korekushon!! Kōfuku e no Shōtai)
11. 13 Jackpots!! Burn! Flames of Friendship (13ジャックポット!! 燃えよ! 友情の炎 Sātīn Jakkupotto!! Moe yo! Yūjō no Honō)
12. 10 Pyramids!! The Maze of the Golden Mask (10ピラミッド!! 黄金仮面の迷路 Ten Piramiddo!! Ōgon Kamen no Meiro)
13. Blue Key Quiz!! The Riddle of the Secret Room Murder Riddle (青いキークイズ!! 密室殺人の謎・なぞ Aoi Kī Kuizu!! Misshitsu Satsujin no Nazo - Nazo)
14. All Supercars!! Violence!! Great Violent Dash!! (オールスーパーカー!! 猛烈!! 大激走!! Ōru Sūpākā!! Mōretsu!! Dai Gekisō!!)
15. The Crimson Occult!! Ghost Story - Vampire (真赤なオカルト!! 怪談・吸血鬼 Makka na Okaruto!! Kaidan - Kyūketsuki)
16. Black Baseball!! The Attacking Miracle Ball (黒いベースボール!! 襲撃する魔球 Kuroi Bēsubōru!! Shūgeki Suru Makyū)
17. Black Demon Moon!! Ghost Story - Hell House (黒い悪魔つき!! 怪談・地獄の家 Kuroi Akuma Tsuki!! Kaidan - Jigoku no Uchi)
18. Blue Whirling Tides!! The Face of the Secret Spy (青いうず潮!! 秘密スパイの顔 Aoi Uzushio!! Himitsu Supai no Kao)
19. Great Crimson Adventure!! Demon Extermination of Bottomless Haunts (真赤な大冒険!! 底なし魔境の鬼退治 Makka na Daibōken!! Sokonashi Makyū no Oni Taiji)
20. Messenger of Darkness!! The Transparent Monster Runs the Darkness (暗黒の使者!! 透明怪物が闇を走る Ankoku no Shisha!! Tōmei Kaibutsu ga Yami o Hashiru)
21. The Rose-Colored Baseball Era!! CRIME's Slugger (バラ色の野球時代!! クライムの強打者 Bara-iro no Yakyū Jidai!! Kuraimu no Kyūdasha)
22. Big Red Counterattack!! Attack the Suicide Bomber Army (赤い大逆転! 自爆軍団を攻撃せよ Akai Dai Gyakushū!! Jibaku Gundan o Kōgeki Seyo)
23. White Superman! Big One (白い鳥人! ビッグワン Shiroi Chōjin! Biggu Wan)
24. Demon? Angel?! The Marvelous Flute-Playing Man (悪魔か? 天使か?! 不思議な笛吹き男 Akuma ka? Tenshi ka?! Fujiki na Fuefuki Otoko)
25. Victory? Death?! Demon Shogun and Mechanization Army (勝利か? 死か?! 鬼将軍と機械化軍団 Shōri ka? Shi ka?! Oni Shōgun to Kikaika Gundan)
26. Invaders!? The Mysterious Space Pirate Ship (インベーダーか!? 謎の宇宙海賊船 Inbēdā ka!? Nazo no Uchū Kaizokusen)
27. The Despot's Ambition!! Break it! The Death Camp (独裁者の野望!! 砕け! 死の収容所 Dokusaisha no Yabō!! Kudake! Shi no Shūyōjo)
28. My Secret! A Space Monster in My Pocket (ぼくの秘密! ポケットの中の宇宙怪物 Boku no Himitsu! Poketto no Naka no Uchū Kaibutsu)
29. Go, Seven Changes! Iron Claw vs. Big One (行くぞ七変化! 鉄の爪対ビッグワン Iku zo Shichi Henge! Tetsu no Tsume Tai Biggu Wan)
30. The Code That Calls Death! Deadly Poison, Cobra Twist (死を呼ぶ暗号! 猛毒コブラツイスト Shi o Yobu Angō! Mōdoku Kobura Tsuisuto)
31. Red Impact! The Spy is a Fourth-Grader (赤い衝撃! スパイは小学四年生 Akai Shōgeki! Supai wa Shōgaku Yonensei)
32. Which is the Real One?! Danger, Big One (どっちが本もの?! 危うしビッグワン Dotchi ga Hon Mono?! Ayaushi Biggu Wan)
33. The Blitzkrieg Squad Annihilated?! CRIME's Cooking Class (電撃隊全滅か?! クライムのお料理教室 Dengeki Tai Zenmetsu ka?! Kuraimu no O-ryōrikyōshitsu)
34. Infiltration! CRIME Fortress Island (潜入! クライム要塞島 Sennyū! Kuraimu Yōsai Shima)
35. Big Victory! Farewell, JAKQ (大勝利! さらばジャッカー Daishōri! Saraba Jakkā)

### Films
- JAKQ Dengeki Tai (Filmversie van aflevering 7)
- JAKQ Dengeki Tai vs. Goranger